# Guerra spirituale

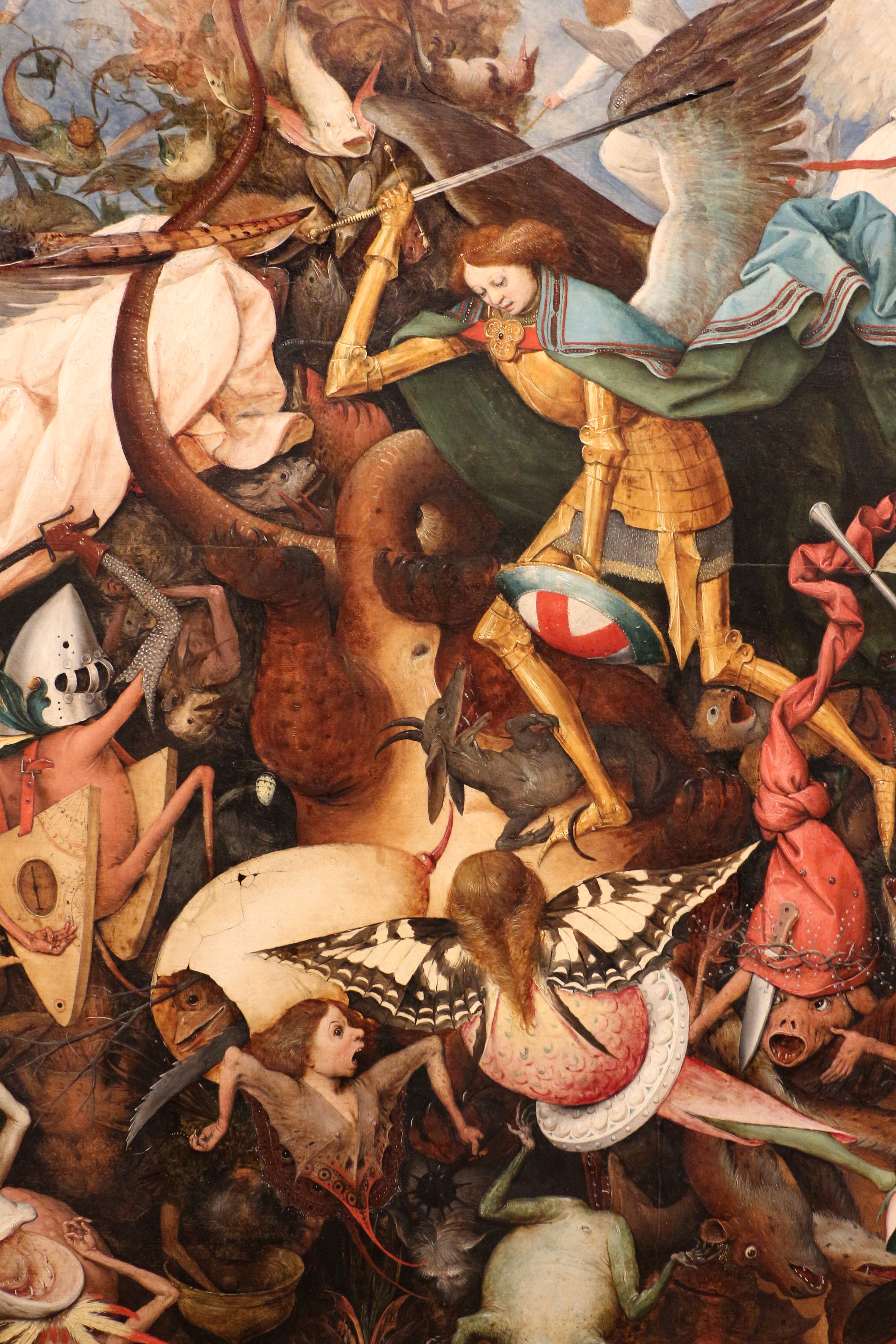
La guerra spirituale nei cieli, dettaglio da Caduta degli angeli ribelli, di Pieter Bruegel il Vecchio (1562)

La guerra spirituale è un concetto cristiano che indica la lotta delle forze angeliche del bene contro l'opera di quelle preternaturali del male. Si basa sulla credenza biblica degli spiriti maligni, o demoni, che si ritiene possano interferire negli affari umani in vari modi. Anche gli esseri umani infatti sono coinvolti in questa guerra, sicché vari gruppi cristiani hanno adottato pratiche per respingere tali forze, basandosi sulla dottrina della demonologia cristiana. 
La preghiera è la forma più comune di guerra spirituale messa in atto dai cristiani. Altre pratiche possono includere l'esorcismo, l'imposizione delle mani, il digiuno e l'unzione con olio. 

## Dottrine di demonologia

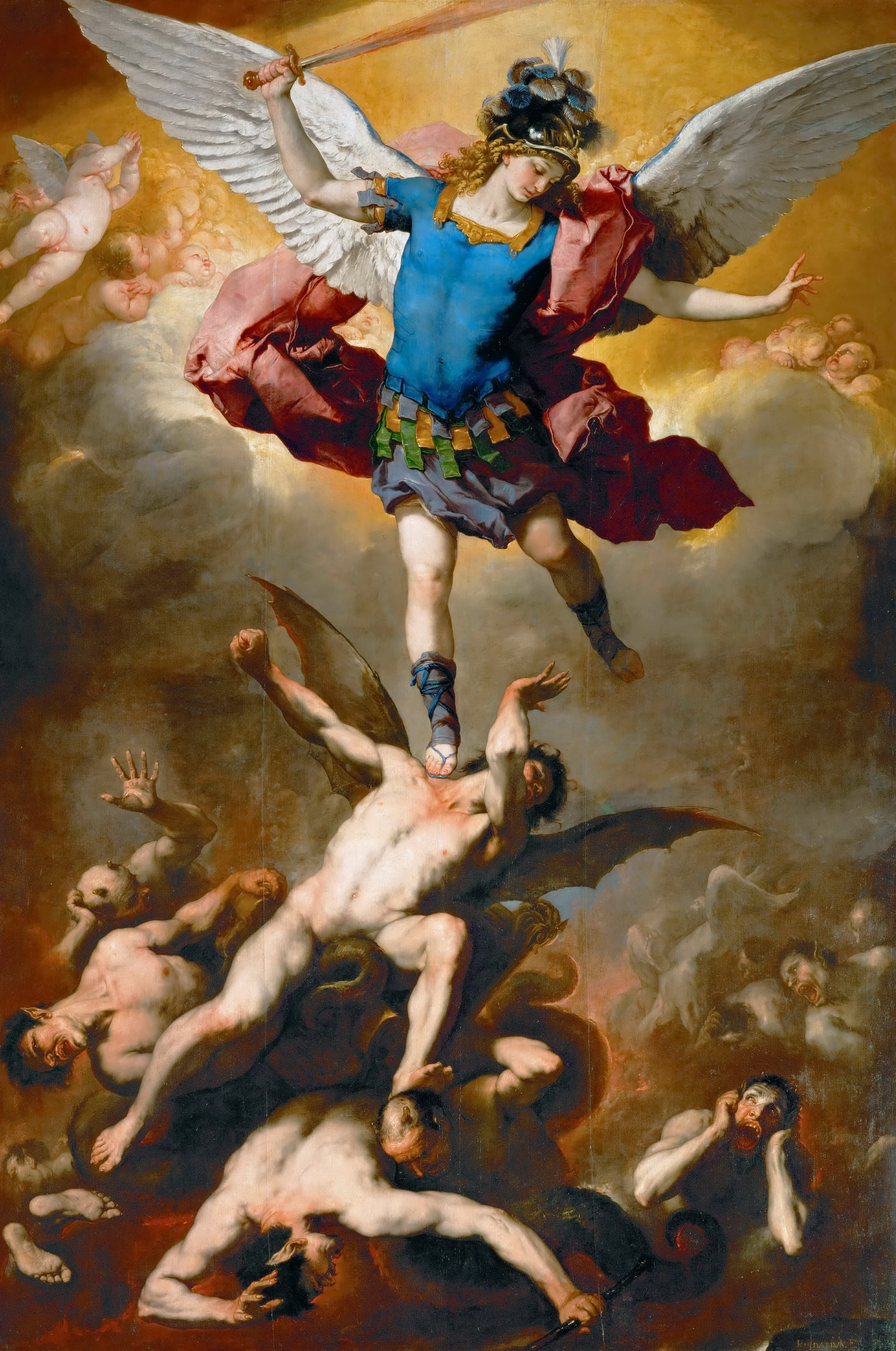
L'Arcangelo Michele sconfigge l'esercito di Satana: un'immagine comune della guerra spirituale (dipinto di Luca Giordano)

La demonologia ebraica conobbe un periodo di crescita con la diffusione degli scritti pseudepigrafici ebraici del I secolo a.C., in particolare con l'apocrifo di Enochic. Gli apocrifi inizialmente influenzarono gli scritti post-nuovo testamento dei primi padri, che definirono ulteriormente la demonologia cristiana. Così seguirono opere letterarie come Il Didache, Il pastore di Erma, l'epistola di Ignazio agli Efesini e il Contra Celso di Origene. 
Il cristianesimo tradizionale generalmente riconosce una credenza nella realtà (o esistenza ontologica) dei demoni, degli angeli caduti, del diavolo e di Satana. Nell'evangelismo cristiano, le dottrine della demonologia sono influenzate dalle interpretazioni del Nuovo Testamento, in particolare con i Vangeli, in quanto avere a che fare con gli spiriti divenne un'attività consueta del ministero di Gesù. Marco afferma che "viaggiò attraverso la Galilea, predicando nelle loro sinagoghe e scacciando demoni" (Marco 1:39).
Gli esorcismi possono essere promossi dagli evangelisti riferendosi al commento di Gesù: "Se caccio i demoni tramite lo spirito di Dio, allora il regno di Dio è su di voi" (Matteo 12: 28; Luca 11:20).
Le tradizioni cristiane evangeliche credono che Satana e i suoi seguaci esercitino un'influenza significativa su questo mondo e sulle sue strutture di potere. Un regno ostile in conflitto con il regno di Dio è registrato nella Bibbia dall'apostolo Giovanni, "il mondo intero è sotto il controllo del malvagio" (1 Giovanni 5 : 19) e da Gesù che si riferiva a Satana come "il principe di questo mondo" (Giovanni 12:31, 14:30, 16:11), che potrebbe indicare il concetto di Spiriti Territoriali.
Paolo elabora la gerarchia demoniaca in Efesini 6, dove menziona anche, per mezzo della metafora, quelle qualità necessarie per la difesa contro di loro. Due di questi articoli, l'elmo della Salvezza e la corazza della Giustizia, sono menzionati anche nel libro di Isaia.
Si ritiene inoltre che Satana occupi un'esistenza temporale quando l'apostolo Paolo si riferisce a lui come "il dio di questa epoca" (2 Cor.4: 4). Inoltre, le epistole di Paolo si concentrano sulla vittoria di Cristo sui principati e sui poteri. L'interpretazione evangelica ha una storia divisa in due epoche: l'attuale epoca malvagia e l'età a venire che sostiene il concetto della seconda venuta di Cristo.
Le immagini della guerra spirituale sono mostrate nel Libro dell'Apocalisse quando, dopo la guerra in cielo (Apocalisse 12: 7), le bestie e i re della terra muovono guerra contro il popolo di Dio (Apocalisse 19: 19), e ne consegue una battaglia finale con Satana e le nazioni della terra contro Dio stesso (Apocalisse 20: 8).

## Pratiche nel cristianesimo

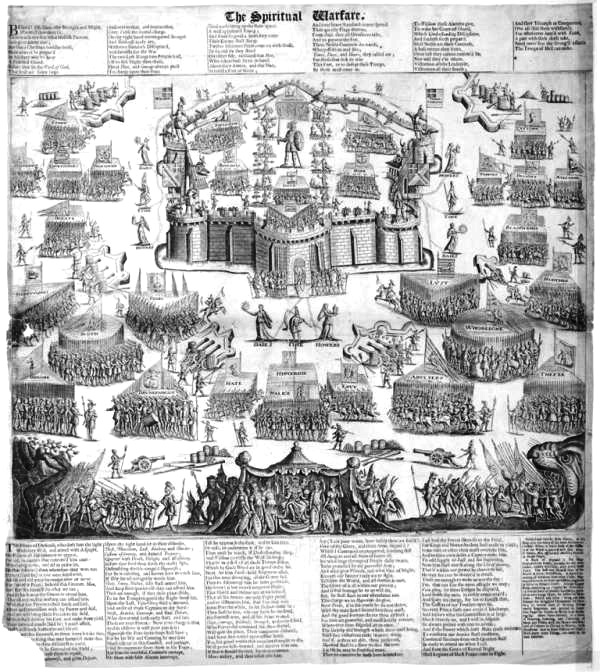
The Spiritual Warfare (c1623), una stampa di Martin Droeshout raffigurante l'esercito del diavolo che assedia una città murata detenuta da un "soldato cristiano audace" custodito da figure che rappresentano le virtù cristiane. È stato suggerito che questa stampa potrebbe aver influenzato John Bunyan nella scrittura di The Holy War.

Le pratiche cristiane di guerra spirituale variano in tutto il cristianesimo. Lo sviluppo di specifiche tecniche di guerra spirituale ha anche generato molte discussioni nella comunità delle missioni cristiane. Scambi critici di opinioni possono essere trovati in periodici come le Missioni evangeliche trimestrali (come nel volume 31, numero 2 pubblicato nel 1995) e in conferenze sponsorizzate dalla Evangelical Missions Society. Nel 2000, un tentativo di collaborazione internazionale è stato fatto da evangelici e carismatici nel Comitato di Losanna per l'Evangelizzazione Mondiale per raggiungere un accordo comune sulla guerra spirituale. La conferenza si è riunita a Nairobi, in Kenya, e ha prodotto un documento di consultazione e molti documenti tecnici pubblicati come libro con il titolo: Deliver Us from Evil. 
La guerra spirituale è stata praticata anche da non cristiani e in paesi non cristiani. Secondo il commentatore della rete televisiva cristiana Carl Moeller, la guerra spirituale è praticata anche nella Corea del Nord, un paese che è stato descritto come il luogo più pericoloso sulla terra per essere cristiani. I media non cristiani hanno riferito sulla visita del guerriero spirituale africano Pastor Thomas Muthee in America, che ha pregato per un candidato presidenziale del 2008. Il Nigerian Tribune, il più antico quotidiano privato sopravvissuto in Nigeria, ha pubblicato articoli che richiedono la necessità di una guerra spirituale. Nel caso di Haiti, il televangelista americano Pat Robertson e altri hanno accusato il terremoto del 2010 di demoni e chiesto ai cristiani di aumentare la preghiera per la guerra spirituale.
Esponenti della guerra spirituale includono Jessie Penn-Lewis, che ha pubblicato nel 1903 il libro Pentecostale, War on the Saints. Il prolifico autore pastore Win Worley ha iniziato a pubblicare la serie Hosts of Hell nel 1976, e Kurt E. Koch ha pubblicato Occult ABC, entrambi contengono elementi del concetto di guerra spirituale,o usano esplicitamente l'espressione. Nel 1991, C. Peter Wagner pubblicò Confrontare le Potenze: come la Chiesa del Nuovo Testamento sperimentò il potere della guerra spirituale a livello strategico e pubblicò Territorial Spirits. Nel 1992, il Dr. Ed Murphy scrisse un libro moderno di 600 pagine sull'argomento, "The Handbook of Spiritual Warfare", dal punto di vista del ministero di liberazione. Law of Deliverance, From Proverbs, 1980, 1983, 1995, 2000, 2003, scritto da Marilyn A. Ellsworth, è un'altra importante opera di autorità, così come il suo ICBM Spiritual Warfare, God's Unbeatable Plan. Altre esposizioni sulla guerra spirituale furono scritte dal pastore Win Worley, Mark Bubeck e Neil Anderson. 

### Cattolicesimo
Papa Giovanni Paolo II affermava: "Il combattimento spirituale" è un'arte segreta e interiore, una lotta invisibile in cui i monaci si impegnano ogni giorno contro le tentazioni".
Nei tempi moderni le opinioni dei singoli cattolici romani hanno avuto la tendenza a dividersi in comprensioni tradizionali e più moderne della materia. Un esempio di una visione più moderna del demoniaco si trova nel lavoro dello studioso domenicano Richard Woods "The Devil". 
La visione tradizionale è rappresentata da padre Gabriele Amorth che ha scritto tre libri sulle sue esperienze personali come esorcista per il Vaticano : Un esorcista racconta la sua storia e Un esorcista: più storie e Un esorcista spiega il demoniaco: l'Antichità di Satana e Il suo esercito di angeli caduti. Francis MacNutt, che era un prete all'interno del Movimento carismatico cattolico romano, ha anche affrontato il tema del demoniaco nei suoi scritti sulla guarigione. 

### Riforma
La pratica dell'esorcismo era anche conosciuta tra la prima generazione di insegnanti e pastori nella Riforma luterana. Johannes Bugenhagen era il pastore della chiesa cittadina di Wittenberg e officiato al matrimonio di Martin Lutero. In una lettera indirizzata a Lutero e Melantone del novembre 1530, Pomeran raccontò la sua esperienza di trattare con una ragazza che mostrava segni di possessione demoniaca. Il metodo di Pomeranus consisteva nel consigliare la ragazza riguardo ai suoi precedenti voti di battesimo, invocava il nome di Cristo e pregava con lei. (Lettera riprodotta in Montgomery, Principati e Poteri ). 
L'autore anglicano - puritano William Gurnall scrisse un lungo lavoro in tre volumi, The Christian in Complete Armor, pubblicato tra il 1662 e il 1665. In questo lavoro Gurnall sottolineava il ruolo della lettura della Scrittura, della preghiera e del nome di Cristo. 

### Evangelicalismo
Nella tradizione americana del risveglio tra gli evangelici, eminenti predicatori come DL Moody, Billy Sunday, RA Torrey e Billy Graham hanno tutti affermato la loro fede nell'esistenza del demoniaco e hanno avuto occasioni per raccontare alcuni dei loro incontri di guerra spirituale. Nel diciannovesimo secolo, una delle maggiori autorità evangeliche sul possesso demoniaco era il missionario in Cina John Livingstone Nevius. 
Durante la fine del XX secolo, scrittori evangelici come Mark Bubeck e Merrill Unger hanno presentato la loro risposta teologica e pastorale ai fenomeni demoniaci. Il problema del possesso demoniaco e della guerra spirituale divenne il tema di un simposio della Christian Medical Association che si tenne nel 1975. Questo simposio riunì una serie di studiosi evangelici in studi biblici, teologia, psicologia, antropologia e missiologia (vedi Montgomery, Demon Possession ). 
Uno dei più significativi scrittori tedeschi è il luterano Kurt E. Koch, la cui opera ha influito molto sul pensiero evangelico e carismatico alla fine del XX secolo. L'impatto delle sue idee è stato recentemente esaminato dallo specialista del folklore Bill Ellis. 

### Pentecostalismo
La guerra spirituale è diventata una caratteristica importante nelle tradizioni pentecostali. Il concetto è ben radicato nella storia pentecostale, in particolare attraverso il libro di Jessie Penn-Lewis War on the Saints che nacque dal risveglio pentecostale gallese all'inizio del XX secolo. Tuttavia, Jessie Penn-Lewis predica un tipo di guerra spirituale molto diverso da quello predicato dal movimento carismatico della terza ondata di oggi - in particolare C. Peter Wagner e Cindy Jacobs. Altri pastori pentecostali e carismatici includono Don Basham, Derek Prince, Win Worley, il vescovo Larry Gaiters, il dott. Marcus Haggard e la Parrocchia Missionaria Norman, che hanno sottolineato l'uso del potere del sangue di Cristo nel ministero della liberazione. 
La guerra spirituale è stata applicata alla crescita spirituale in santità, o ciò che tecnicamente è chiamato santificazione. Un predicatore può discernere se i parrocchiani stiano incontrando ostacoli nella loro fede, nella vita di preghiera e nel generale benessere spirituale. Quel processo di discernimento può produrre una consapevolezza dell'oppressione spirituale causata da una combinazione di peccato personale e influenza demoniaca. Gli ostacoli vengono quindi rimossi attraverso la preghiera, liberando un parrocchiano dal possesso demoniaco e abbattendo false credenze su Dio. Il Dr. Ed Murphy è l'autore di un volume di 600 pagine sull'argomento dal punto di vista del ministero della liberazione dal titolo The Handbook of Spiritual Warfare. Vedi anche The Ultimate Guide to Spiritual Warfare: Impara a combattere dalla vittoria, non per la vittoria (2015) dove l'autore, Pedro Okoro, sposa la nozione di combattimento "dalla" vittoria, non "per la" vittoria e insegna ai credenti a smettere di lottare con il diavolo e ad iniziare, invece, a far rispettare la loro autorità come credenti in Cristo.

### Movimento carismatico
Secondo il Christian Science Monitor, "C. Peter Wagner, capo dei Global Harvest Ministries di Colorado Springs, Colo., è all'avanguardia del movimento spirituale bellico". Nella versione della guerra spirituale di Wagner e dei suoi associati e seguaci, la "mappatura spirituale" o "mappatura" implica la ricerca e la preghiera, sia per individuare individui specifici che vengono poi accusati di stregoneria, sia per localizzare individui, gruppi o luoghi che si pensa siano vittime di stregoneria o posseduti dai demoni, contro i quali viene poi condotta la guerra spirituale. Peter Wagner afferma che questo tipo di guerra spirituale era "praticamente sconosciuto alla maggior parte dei cristiani prima degli anni '90". Secondo Wagner, la metodologia di base consiste nell'utilizzare la mappatura spirituale per individuare aree, persone possedute da demoni, praticanti occulti come streghe e massoni, o oggetti di idoli occulti come statue di santi cattolici che vengono poi denominati e combattuti, usando metodi che vanno dalla preghiera intensiva al fuoco con il fuoco. "Devono bruciare gli idoli... il tipo di cose materiali che potrebbero rendere onore agli spiriti dell'oscurità: quadri, statue, santi cattolici, libri di Mormon... streghe e stregoni avevano circondato l'area... Quando le fiamme si sono alzate, una donna dietro a Doris [la moglie di Wagner] ha urlato e ha manifestato un demone, che Doris ha immediatamente scacciato!"

### Testimoni di Geova
I testimoni di Geova credono di essere impegnati in una "guerra spirituale e teocratica" contro falsi insegnamenti e forze spirituali malvagie che dicono di provare a impedirli nel loro lavoro di predicazione. Laddove le loro credenze religiose sono in conflitto con le leggi nazionali o altre autorità — in particolare nei paesi in cui il loro lavoro è vietato — hanno sostenuto l'uso della "strategia di guerra teocratica" per proteggere i loro interessi, nascondendo la verità ai "nemici" di Dio, essendo evasivi o trattenendo informazioni veritiere o incriminanti. La Watchtower disse ai Testimoni: "È giusto coprire le nostre disposizioni per il lavoro che Dio ci comanda di fare: se i nemici lupi traggono conclusioni errate dalle nostre manovre per sconfiggerli, nessun danno ha fatto loro da pecore inoffensive, innocenti nei loro motivi di colombe".

## Critica
Nell'evangelismo e nelle missioni cristiane in tutto il mondo, ex missionari come Charles Kraft e C. Peter Wagner hanno messo in evidenza problemi con influenze demoniache sui campi di missione mondiali e la necessità di cacciare i demoni. Robert Guelich del Fuller Theological Seminary ha messo in discussione la misura in cui la guerra spirituale si è spostata dai suoi ormeggi di base, dall'essere una metafora della vita cristiana. Sottolinea come la guerra spirituale si è evoluta in tecniche di "combattimento spirituale" per i cristiani per cercare il potere sui demoni. Guelich sostiene che gli scritti di Paolo nell'Epistola agli Efesini sono focalizzati sull'annuncio della pace di Dio e in nessun luogo specificano le tecniche per combattere i demoni. Nota anche che i romanzi di Frank Peretti sono seriamente in disaccordo sia con le narrazioni evangeliche sui demoni che con l'insegnamento paolino. 
Specialisti di missioni come Scott Moreau e Paul Hiebert hanno rilevato tracce di pensiero animista che invadono i discorsi evangelici e carismatici sulla guerra demoniaca e spirituale. Hiebert indica che una cosmologia dualista appare ora in alcuni testi di guerra spirituale e si basa sulle religioni misteriche greco-romane e sui miti zoroastriani. Tuttavia, Hiebert rimprovera anche altri evangelici che hanno assorbito la moderna visione secolare e hanno tendenzialmente minimizzato o addirittura ignorato il demoniaco. Hiebert parla del difetto del "centro escluso" nel pensiero di alcuni evangelici che hanno una cosmologia di Dio in cielo e gli umani sulla terra, ma hanno ignorato il regno "medio" dell'angelo e del demoniaco. 
Alcuni critici hanno collegato l'aumento delle forme di preghiera aggressive alla crescente militarizzazione della vita quotidiana che caratterizza i cambiamenti culturali del XX secolo verso la normalizzazione diffusa del discorso altamente militarizzato. Questa posizione retorica e ideologica si è insinuata nelle pratiche un rituale di preghiera e conversione religiosa, così come si è espansa in settori come la tecnologia, l'immigrazione, l'umanitarismo e l'educazione, solo per citare alcune sfere che sono state anche influenzate dal militarismo. Nonostante l'apparente opposizione tra le associazioni sottomesse e moralmente oneste con la preghiera e la violenza dominante associata al militarismo, queste due sfere interagiscono in modo dialettico - sono intrecciate per produrre l'un l'altro. L'associazione di guerra spirituale con l'aumento della militarizzazione serve a contestualizzare alcuni dei modi in cui i guerrieri della preghiera creano significati intorno alle proprie azioni e tattiche, così come attorno a coloro che stanno cercando di criticare o cambiare. Le "battaglie spirituali" e gli "attacchi di preghiera" sul "campo di battaglia della preghiera" usano un linguaggio altamente politicizzato per imporre forzatamente il cambiamento a un altro partito o gruppo, portandosi dietro il potere della funzione retorica militarista per raggiungere questo scopo.

### Movimento controcultuale cristiano
Le molte accuse nate dal fenomeno degli abusi rituali satanici degli anni '80 e '90 hanno suscitato revisioni critiche; tuttavia, queste sono influenzate dalla natura surrettizia di questi casi. Alcuni apologeti del movimento controcultuale cristiano hanno espresso la preoccupazione che le tecniche di guerra spirituale sembrano a volte essere basate su storie spurie e aneddoti senza un attento discernimento e riflessione. Alcune di queste preoccupazioni generali sono state espresse da apologeti come Elliot Miller (Christian Research Institute) e Bob e Gretchen Passantino in vari articoli pubblicati sul Christian Research Journal. Altri, come Mike Hertenstein e Jon Trott, hanno messo in discussione le affermazioni di presunti ex- satanisti come Mike Warnke e Lauren Stratford le cui storie hanno successivamente influenzato molti libri popolari sulla guerra spirituale e sull'occulto. L'opera di Bill Ellis, Raising the Devil, ha rilevato la presenza di storie folcloriche sull'occulto e di demoni che circolano nei circoli evangelici e carismatici, che nel tempo vengono accettati come fatti indiscussi.

### Ulteriori letture
- Pedro Okoro, The Ultimate Guide to Spiritual Warfare: Learn to Fight from Victory, Not for Victory (Pedro Sajini Publishing, 2015)
- James K. Beilby and Paul Rhodes Eddy, eds., Understanding Spiritual Warfare: Four Views (Grand Rapids: Baker Academic, 2012).
- Bill Ellis, Raising the Devil: Satanism, New Religious Movements, and the Media (Lexington: University Press of Kentucky, 2000).
- Robert A. Guelich, "Spiritual Warfare: Jesus, Paul and Peretti," Pneuma: The Journal of the Society for Pentecostal Studies, 13/1 (1991), pp. 33–64.
- Paul G. Hiebert, "Biblical Perspectives on Spiritual Warfare," in Anthropological Reflections on Missiological Issues (Grand Rapids: Baker, 1994), pp. 203–215.
- Powlison, David, Power Encounters: Reclaiming Spiritual Warfare, Baker Book House, 1994.
- Lowe, Chuck, Territorial Spirits and World Evangelisation: A Biblical, Historical and Missiological Critique of Strategic-level Spiritual Warfare, Mentor/OMF, 1998.
- Edward F. Murphy, The Handbook for Spiritual Warfare, Thomas Nelson Publishers, 2003.
- Torsten Löfstedt, "Establishing authority in Spiritual Warfare literature", HumaNetten 41 (2018), p. 4-24